# Đế quốc Trung Phi
Đế quốc Trung Phi (tiếng Pháp: Empire centrafricain) (1976-1979) là một chế độ quân chủ chuyên chế tự phong trong thời gian ngắn (tự xưng như một "đế quốc") thay thế cho tên gọi Cộng hòa Trung Phi, chế độ này bị thay thế khi tái lập nền Cộng hòa. Đế quốc được thành lập khi tổng thống nước Cộng hòa Jean-Bédel Bokassa tự phong là Hoàng đế Bokassa I vào ngày 4 tháng 12 năm 1976. Về sau chế độ quân chủ bị bãi bỏ khi Bokassa bị cựu tổng thống David Dacko lật đổ với sự hỗ trợ của Pháp và quốc hiệu "Cộng hòa Trung Phi" được khôi phục vào ngày 21 tháng 9 năm 1979.

## Thành lập
Vào tháng 9 năm 1976, Bokassa giải tán chính phủ và thay thế bằng Conseil de la Revolution Centrafricaine ("Hội đồng Cách mạng Trung Phi"). Đến ngày 4 tháng 12 năm 1976 tại hội nghị Đảng MESAN, Bokassa cho soạn thảo một hiến pháp mới và tuyên bố nước cộng hòa là một chế độ quân chủ với tên gọi chính thức "Đế quốc Trung Phi". Sau đó ông ban hành hiến pháp đế quốc, tuyên bố cải đạo sang Công giáo La Mã và tự mình lên ngôi lấy đế hiệu "SMI Bokassa 1er ", S.M.I. nghĩa là Sa Majesté Impériale tức "Hoàng đế Bệ hạ" vào ngày 4 tháng 12 năm 1977. Tước vị đầy đủ của Bokassa là Empereur de Centrafrique par la volonté du peuple Centrafricain, uni au sein du parti politique national, le MESAN ("Hoàng đế Trung Phi từ ý nguyện của nhân dân Trung Phi, đoàn kết trong Đảng Chính trị Quốc gia, MESAN"). Bộ hoàng bào, nghi trượng tráng lệ và lễ đăng quang xa hoa cùng việc gầy dựng chế độ phần lớn đều lấy cảm hứng từ Napoleon I, người khi còn là Đệ nhất Tổng tài đã chuyển đổi nền Cộng hòa Cách mạng Pháp sang Đế chế thứ nhất. Lễ đăng quang của ông ước tính chi phí quốc gia ngốn khoảng 22 triệu USD, chiếm một phần tư ngân sách của chính phủ năm đó, và phần lớn do Pháp tài trợ.
Mặc dù Bokassa tuyên bố với thế giới rằng đế quốc mới sẽ mang hình thức quân chủ lập hiến, trên thực tế quốc gia này vẫn duy trì chế độ độc tài quân sự. Hoàng đế Bokassa giữ lại quyền hạn độc tài của mình từ hồi còn làm tổng thống. Những vụ đàn áp bất đồng chính kiến vẫn còn khá phổ biến. Tra tấn được cho là đặc biệt tràn lan, với cáo buộc rằng thậm chí ngay cả chính Bokassa thỉnh thoảng còn tham gia đánh đập những người biểu tình và chống đối chế độ của ông.

## Đàn áp

Quốc kỳ Đế chế của Bokassa I

Cho đến tháng 1 năm 1979, Pháp đã hỗ trợ tất cả những gì có cho Bokassa nhưng điều này bị xói mòn sau cuộc bạo loạn ở thủ đô Bangui dẫn đến một cuộc thảm sát dân thường. Từ ngày 17 tháng 4 đến ngày 19 tháng 4, một trăm học sinh trung học đã bị giết chết sau khi họ từ chối mua bộ đồng phục đắt tiền có mang hình ảnh của hoàng đế Bokassa I. Bokassa bị cáo buộc tham gia vào vụ thảm sát, đánh đập một số trẻ em đến chết bằng cây gậy của mình. Tuy nhiên, các báo cáo ban đầu được Tổ chức Ân xá Quốc tế tiếp nhận cho thấy các học sinh trung học bị bắt giữ và đem nhốt vào một xà lim nhỏ rồi bị bóp nghẹt hoặc bị đánh đập dã man cho đến chết.
Giới truyền thông từ sau cái chết của các học sinh đã mở đường cho một cuộc đảo chính thành công này dưới sự tiếp tay của Pháp (trong chiến dịch Barracuda) đưa David Dacko khôi phục lại quyền hành trong khi Bokassa đang trốn tới Libya vào ngày 20 tháng 9 năm 1979.

## Bị lật đổ

### Chiến dịch Barracuda
Kế hoạch lật đổ Bokassa của chính phủ Pháp còn gọi là "Cuộc viễn chinh thuộc địa cuối cùng của Pháp" (la dernière expédition Coloniale française) do nhà ngoại giao kỳ cựu của Pháp là ông Jacques Foccart thực hiện với tên gọi Chiến dịch Barracuda. Chiến dịch bắt đầu vào đêm ngày 20 tháng 9 và kết thúc vào sáng sớm hôm sau. Một đội biệt kích bí mật từ Cục tình báo Pháp SDECE (giờ là DGSE), cùng với Trung đoàn Nhảy dù Thủy quân lục chiến số 1 của Lực lượng đặc biệt Pháp hoặc 1er RPIMa dưới sự chỉ huy của Đại tá Brancion-Rouge, đổ bộ từ vận tải cơ Transall và tìm cách chiếm sân bay Mpoko ở Bangui. Khi có sự xuất hiện của hai máy bay vận tải, một thông báo đã được gửi đến Đại tá Degenne cùng với phi đội Barracuda của mình (mật danh cho tám trực thăng Puma và máy bay vận tải Transall) cất cánh từ sân bay quân sự N'Djamena ở nước láng giềng Chad chuẩn bị tiến hành cuộc đảo chính.

### Đế quốc sụp đổ
Vào 12:30 ngày 21 tháng 9 năm 1979, cựu tổng thống thân Pháp David Dacko đã tuyên bố sự sụp đổ của Đế quốc Trung Phi. David Dacko vẫn giữ chức tổng thống cho đến khi ông bị André Kolingba lật đổ vào ngày 1 tháng 9 năm 1981.